# Hãn quốc Chuẩn Cát Nhĩ
Chuẩn Cát Nhĩ Hãn quốc (chữ Hán: 準噶爾汗國) hay Hãn quốc Zunghar, là một đế quốc du mục trên thảo nguyên châu Á. Hãn quốc nằm trên khu vực được gọi là Dzungaria và trải dài từ cực tây của Vạn Lý Trường Thành đền miền đông Kazakhstan hiện nay, và từ miền bắc Kyrgyzstan hiện nay đến miền nam Siberia, phần lớn lãnh thổ của Hãn quốc nay thuộc địa giới Tân Cương.
Năm 1678, Cát Nhĩ Đan nhận tước hiệu Boshogtu Khan từ Đạt Lai Lạt Ma. Điều này đã khẳng định người Zunghar là bộ tộc lãnh đạo mới của người Oirat (Vệ Lạp Đặc, Mông Cổ Tây). Tuy nhiên, những người lãnh đạo Zunghar mang tước hiệu Khong Tayiji (bắt nguồn từ tước hiệu "Hoàng thái tử") trong khi đất nước của họ thường được gọi là Hãn quốc Zunghar. Sau cái chết của Galdan Boshogtu Khan và Tsewang Rabtan, Hãn quốc suy sụp và bị nhà Thanh sáp nhập vào năm 1756-59.

## Từ nguyên
Từ "Dzungar" pha trộn giữa jegün, nghĩa là "trái" hay "đông" và γar nghĩa là "quyền hành" hay "che chở". (Trong tiếng Mông Cổ, "trái" nghĩa là "đông" và "phải" nghĩa là "tây", tương ứng với nhìn về phía nam). Vùng Dzungaria có nguồn gốc tên gọi từ liên minh này. Mặc dù người Zunghar ở phía tây của người Mông Cổ Đông (Khalkha), nguồn gốc tên gọi của họ được cho là do trên thực tế họ đại diện cho phần tả của người Oirat.

## Lịch sử

### Nét chính
Hãn quốc Zunghar được chú ý đến nhiều vì đây là đế quốc du mục thảo nguyên cuối cùng và ảnh hưởng của nó tới tiến trình bành trướng về phía tây của nhà Thanh. Khoảng 1620, người Oirat tiến đến thống nhất tại Dzungaria. Vào khoảng năm 1680, họ chinh phục lòng chảo Tarim ở phía nam. Năm 1688, Galdan đánh bại người Khalkha (Khách Nhĩ Khách hay Mông Cổ Đông), nhiều người trong số đó chạy về phía đông nam đến Nội Mông và trở thành thần dân của người Mãn. Năm 1696, người Mãn đánh bại Galdan gần Ulan Bator, đuổi ông về phía tây và giành lấy quyền kiểm soát đối với Ngoại Mông. Năm 1717, Tsewang Rabtan cử một đội quân đến Tây Tạng, người Mãn đẩy lui người Zunghar và thiết lập quyền bảo hộ tại Tây Tạng. Năm 1750-57, người Mãn tận dụng thời cơ Zunghar đang có nội chiến để chinh phục Dzungaria và tiêu diệt một phần lớn dân cư. Người Mãn tiến về phía nam và sáp nhập lòng chảo Tarim vào năm 1759, như vậy, người Mãn cuối cùng đã hoàn toàn kiểm soát được vùng biên giới phía tây của Trung Quốc hiện nay.

### Chinh phục lòng chảo Tarim và chiến tranh với người Trung Á

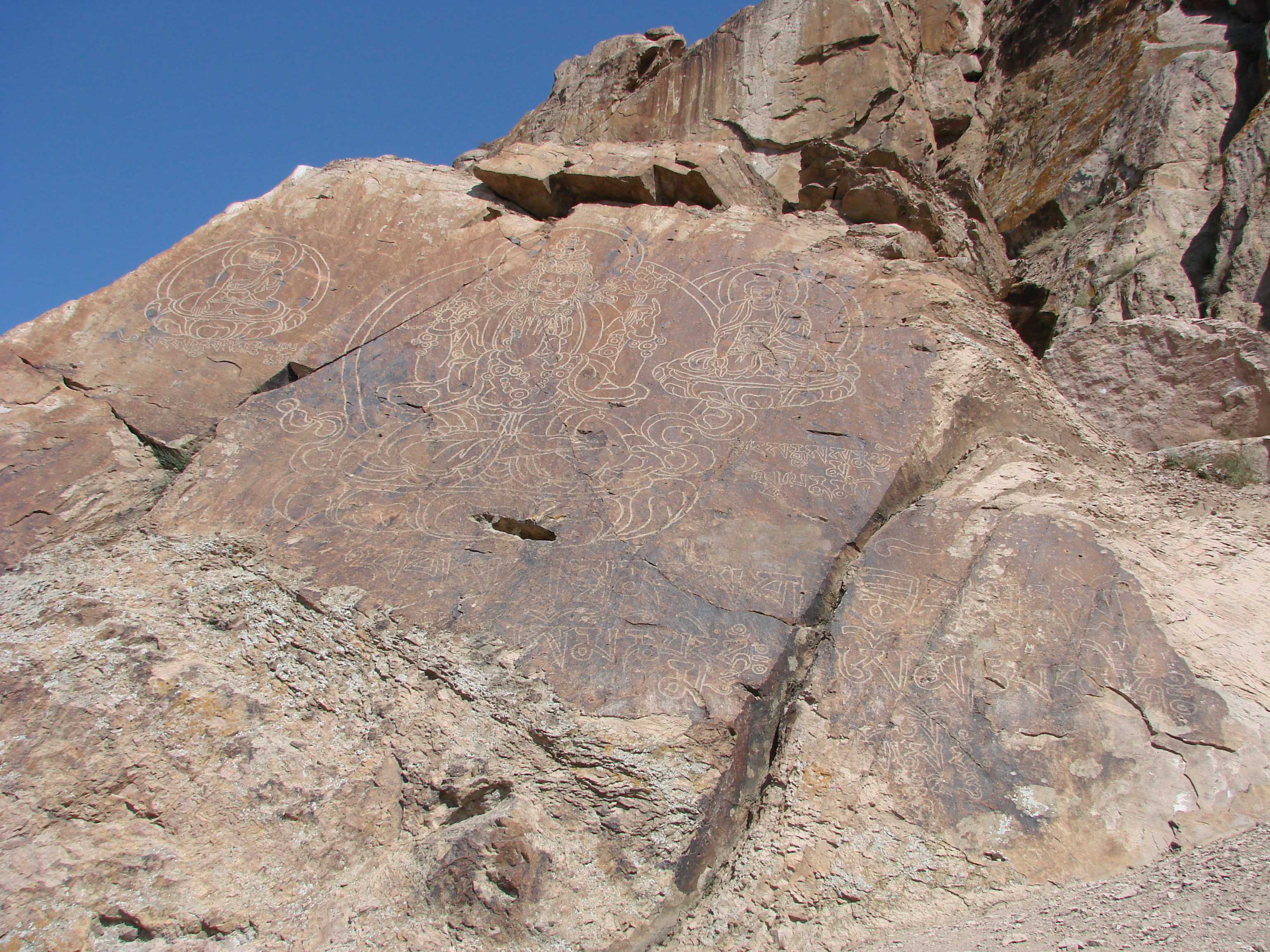
Ảnh Phật và câu thần chú tiếng Tạng trên đá gần Almaty

### Can thiệp tại Tây Tạng

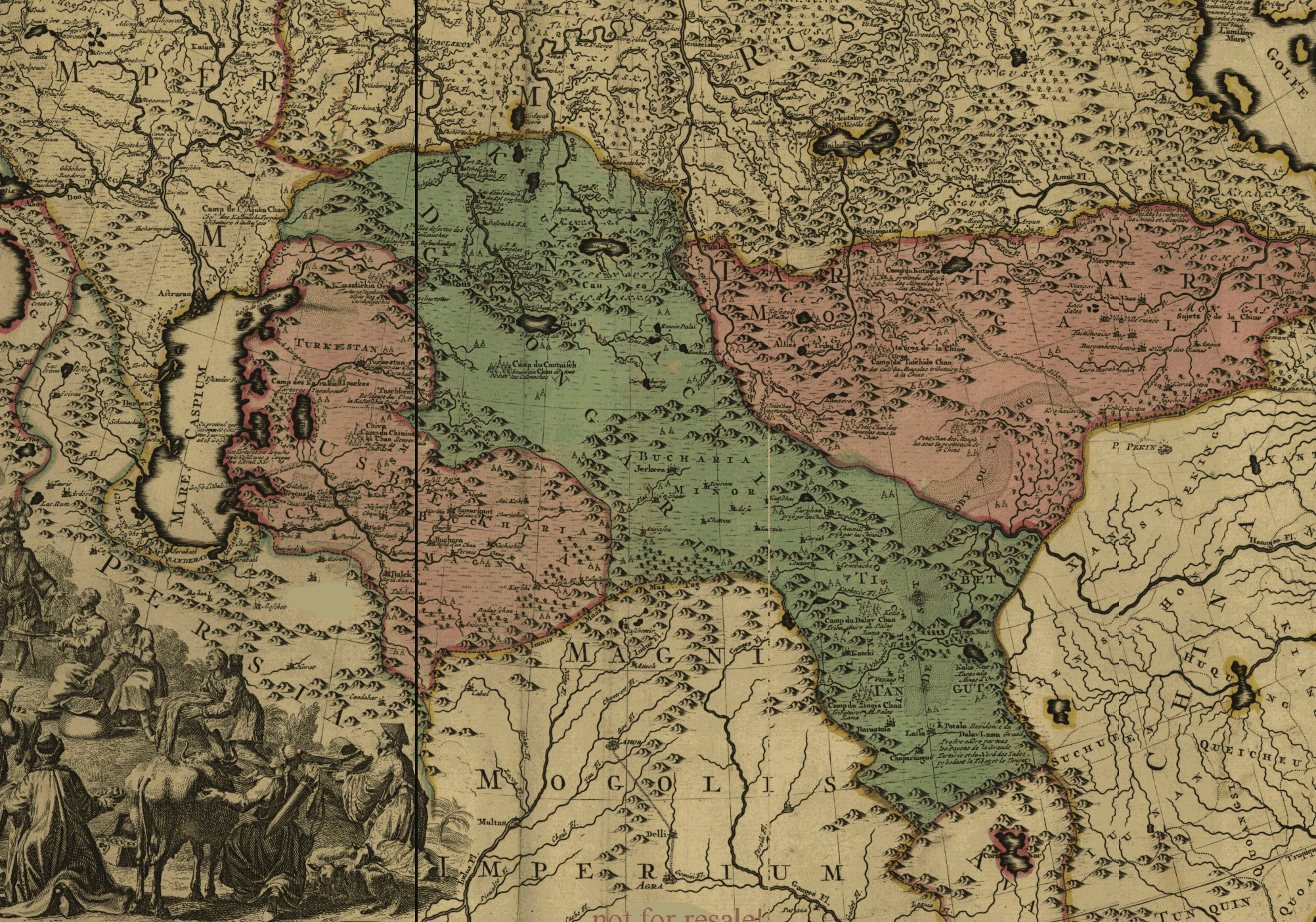
Các nhà nước Zunghar và Kalmyk (một mảnh bản đồ đế quốc Nga dưới thời Pyotr Đại đế, một quân nhân Thụy Điển vẽ vào khoảng năm.1725).

### Sụp đổ

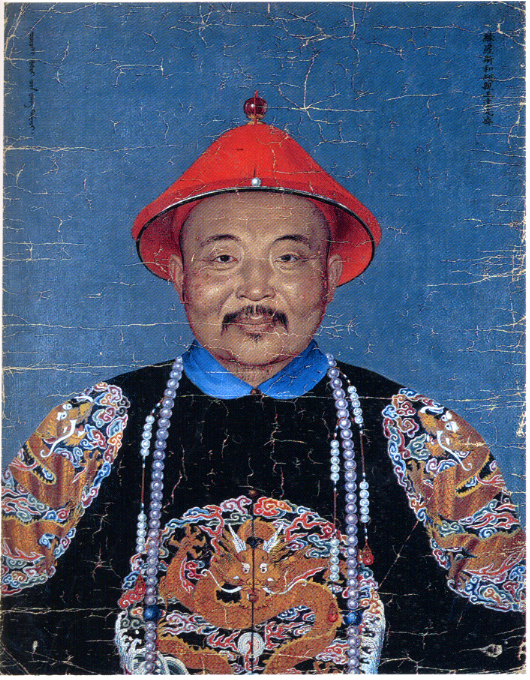
Vị Hãn cuối cùng của Zunghar, Dawaachi